# À-la-carte-Restaurant (Titanic)

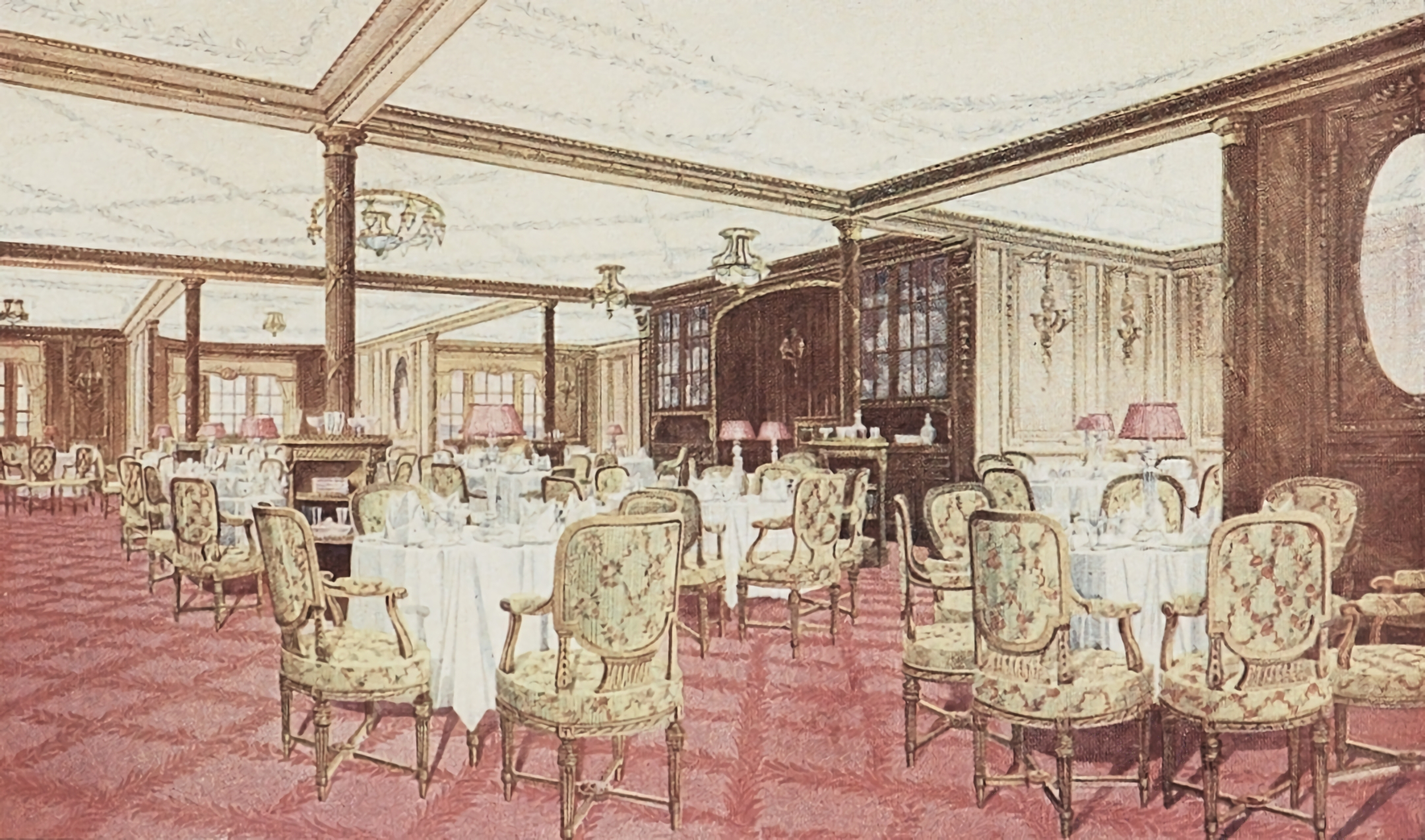
Zeitgenössische Darstellung des Restaurants auf einer Werbepostkarte der White Star Line (um 1911)

Das À-la-carte-Restaurant war ein den Passagieren Erster Klasse vorbehaltenes, aufpreispflichtiges Restaurant an Bord des britischen Passagierschiffs Titanic. Das von Luigi Gatti betriebene À-la-carte wurde einem Ritz-Carlton-Restaurant nachempfunden, wie es zuvor bereits auf der deutschen Amerika existierte. Gemeinsam mit ihrem Schwesterschiff Olympic war die Titanic das erste britische Passagierschiff mit einem solchen Zusatzrestaurant. Beim Untergang der Titanic kam ein Großteil der Angestellten des Restaurants ums Leben.

## Beschreibung

Darstellung des Empfangsraums zum Restaurant im kleinen Treppenhaus aus dem Jahr 1912

Das À-la-carte-Restaurant der Titanic befand sich auf dem B-Deck des Schiffes im Heckbereich. Es grenzte an das kleine Treppenhaus der Ersten Klasse und das an der Steuerbordseite befindliche Café Parisien. Das Restaurant mit französischer Küche verfügte über 137 Sitzplätze (laut einigen Quellen 150 Sitzplätze) und war eine aufpreispflichtige Alternative zum Speisesaal Erster Klasse. Plätze im Restaurant konnten vorab gebucht werden. Anders als im Speisesaal des Schiffes gab es keine festen Tischzeiten: Das Restaurant war von 8:00 Uhr bis 23:00 Uhr geöffnet. Der Betrieb erfolgte nicht durch die Reederei White Star Line, sondern durch den italienischen Geschäftsmann Luigi Gatti. Dieser hatte zuvor bereits das im Aussehen identische, wenn auch kleinere À-la-carte-Restaurant an Bord des 1911 in Dienst gestellten Schwesterschiffs Olympic übernommen.
Das im Louis-seize-Stil eingerichtete Restaurant mit einem edlen Teppichboden aus Axminster, Wandverkleidungen aus französischem Walnussholz mit Goldverzierungen und aus Aubusson stammenden Tapeten hatte mehr als 70 Angestellte, die vor allem französischer und italienischer Herkunft waren. Hierzu gehörten auch Kassierer, welche die Einnahmen an der Anmeldung des Restaurants in einem Tresor verwahrten. Als Chefkoch wurde Pierre Rousseau eingestellt, der zuvor bereits Chefkoch im À-la-carte auf der Olympic gewesen war. Das Restaurant verfügte zudem über einen eigenen Bereich für ein Orchester, das unter der Leitung von Wallace Hartley für die musikalische Untermalung sorgte. Das im Restaurant verwendete Porzellan wich von dem des Speisesaals ab und war mit goldenen und kobaltblauen Verzierungen versehen.
Im kleinen Treppenhaus der Titanic vor dem Eingang des À-la-carte-Restaurants befand sich ein Empfangsraum, in dem sich Passagiere vor dem Essen treffen und Platz nehmen konnten.

## Jungfernfahrt und Untergang derTitanic
Aufgrund der Exklusivität des oftmals an Bord nur als „Ritz“ bezeichneten Restaurants wurde dieses besonders von den reichsten Passagieren der Ersten Klasse genutzt. So veranstaltete am Abend der Eisberg-Kollision am 14. April 1912 das aus Philadelphia stammende Ehepaar Widener im Restaurant ein Galadinner zu Ehren von Kapitän Edward John Smith, der nach der Überfahrt der Titanic in den Ruhestand treten sollte.

„Es war der ultimative Luxus. Die Tische waren bunt mit rosa Rosen und weißen Gänseblümchen […], das Streichorchester spielte Musik von Puccini und Tschaikowsky. Das Essen war hervorragend: Kaviar, Hummer, ägyptische Wachteln, Kiebitz-Eier, Gewächshaustrauben und frische Pfirsiche.“

Beim Untergang der Titanic kamen die meisten Angestellten des Restaurants, darunter auch Luigi Gatti und der Chefkoch Rousseau, ums Leben. Nur die zwei Kassiererinnen Ruth Bowker und Mabel Elvina Martin sowie der Küchenangestellte Paul Achille Maurice Germain Maugé überlebten die Katastrophe.

## Verbleib und Fundstücke aus dem Restaurant

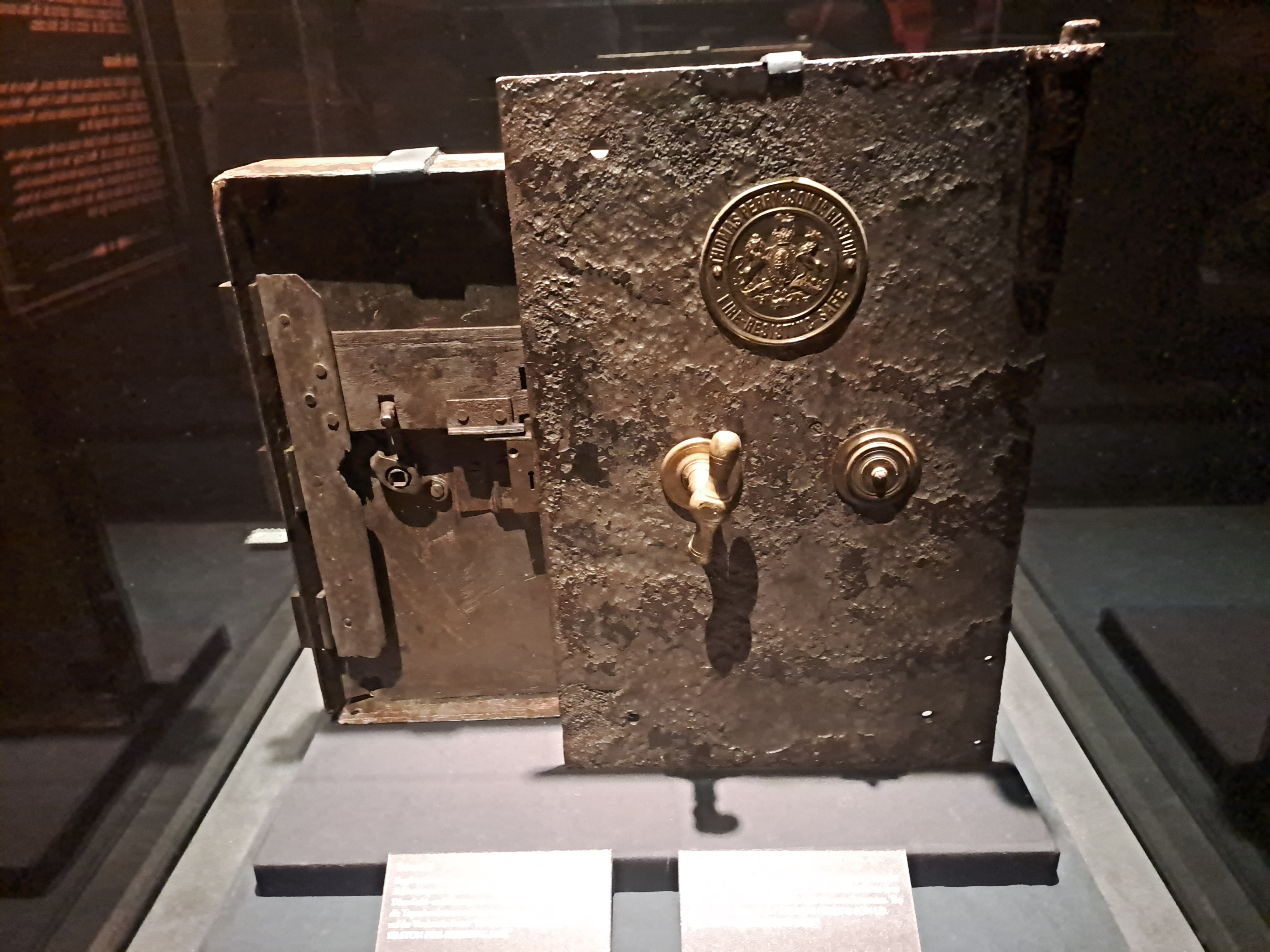
Die aus dem Trümmerfeld des Wracks der Titanic geborgene Tür des Tresors

Im Rahmen einer Expedition zum Wrack der Titanic für den Dokumentarfilm Die Geister der Titanic mit James Cameron sollte auch das À-la-carte-Restaurant gefilmt werden. Hierbei wurde jedoch festgestellt, dass das gesamte Deck in diesem Bereich völlig zusammengebrochen und das Restaurant somit zerstört war. Nur wenige Fundstücke aus dem À-la-carte-Restaurant konnten geborgen werden, darunter die Tür des Tresors, in dem einst die Tageseinnahmen des Restaurants verwahrt wurden. Eine stark beschädigte Seite aus einem Kellnerblock für Tischreservierungen aus dem Restaurant ist ebenfalls erhalten und wurde zeitweise im Luxor Hotel and Casino in Las Vegas ausgestellt.
Einen Eindruck vom Aussehen des À-la-carte-Restaurants geben noch heute die erhaltenen Wandpaneele aus dem Schwesterschiff Olympic, die nach dessen Ausmusterung und Verschrottung 1935 zunächst an privat verkauft und im Jahr 2000 in Teilen auf dem Kreuzfahrtschiff Celebrity Millennium verbaut wurden.